# Реальный мир (реалити-шоу)
«Реальный мир» (англ. Real World; прежнее название — англ. The Real World) — американское реалити-шоу телеканала MTV, спродюсированное Мэри-Эллис Бьюним и Джонатаном Мюрреем. Впервые показанное в 1992 году, шоу, которое, в свою очередь было вдохновлено документальным сериалом 1973 года «Американская семья», является самой продолжительной программой в истории MTV, а также одним из самых продолжительных реалити-шоу в истории, и считается программой, положившей начало современному реалити-телевидению.
В первые годы своего существования шоу были положительно встречено критиками за показ таких проблем молодёжи, как секс, предрассудки, религия, аборт, болезни, сексуальность, СПИД, смерть, политика и злоупотребление наркотиками, однако вскоре заработало репутацию за демонстрацию незрелости и безответственного поведения, свидетельствовавших об упадке моральных ценностей среди современной молодёжи.
После смерти Бьюним в 2004 году компания Bunim/Murray Productions продолжила заниматься продюсированием программы. Последний на данный момент сезон, 32-й, действие которого разворачивается в Сиэтле, штат Вашингтон, вышел 12 октября 2016 года и завершился 4 января 2017 года.
Передача породила две известных шоу, оба транслируемых MTV: сестринскую программу «Дорожные правила» (1995—2007) и игровое шоу «Алчные экстремалы», транслирующееся с 1998 года.
7 июня 2018 года было объявлено, что MTV и Bunim/Murray Productions работают над потенциальным перезапуском шоу, с надеждой продать новую версию на стриминговые платформы.